# Кефелі Аарон Мойсейович
Аарон Мойсейович Кефелі (нар. 1849 — пом. 15 вересня 1913, Мелітополь, Таврійська губернія, Російська імперія) — караїмський газзан і гахам.

## Життєпис
Народився 1849 року в родині караїмського меламеда, євпаторійського міщанина Мойсея Яковича Кефелі. Традиційну освіту з присвоєнням звання «ріббі» отримав в мідраші. Деякий час разом з сім'єю проживав у Миколаєві. У 1892 році переїхав до Кременчука для виконання обов'язків газзана караїмського молитовного будинку, яким був затверджений 27 вересня 1894 року розпорядженням Полтавського губернського правління. У роки служби в Кременчуці не раз відзначався урядовими нагородами, в тому числі за те, що завдяки йому кременчуцька караїмська громада збагатилася придбаною нерухомістю. У 1907 році звільнився за власним бажанням у зв'язку з укладенням ним договору про виконання протягом трьох років обов'язків «Гахам-Акбара» єгипетської караїмської громади. Але в тому ж році в серпні місяці змушений був повернутися в Росію через виниклі з єгипетськими караїмами розбіжності та незнання арабської мови. Свої враження про перебування в Каїрі А. М. Кефелі записав у щоденнику, згодом опублікованому в Росії. У Кременчуці знову зайняв посаду молодшого наззана. Пробувши тут рік, перевівся на посаду старшого газзана в Мелітополь. У листопаді 1910 року разом з М. С. Камбуром представляв мелітопольську громаду на першому Всеросійському національному караїмською з'їзді в Євпаторії. 4 січня 1912 року на похоронах Гахама С. М. Панпулова здійснив жалобну промову давньоєврейською мовою.
Сучасники А. М. Кефелі відзначали його скромність, чуйність й уважне ставлення до потреб своїх прихожан, а також знання караїмських наспівів, які виконувалися ним рівним і красивим голосом.
Помер 2 (15) вересня 1913 року в Мелітополі.

## Сім'я
Був одружений з дочкою бахчисарайського міщанина Гулюш Бераховною Ходжаш та мав від неї трьох дітей:
- Мойсей Ааронович Кефелі (1885 — ?) — інженер-технолог, випускник Санкт-Петербурзького практичного технологічного університету (1915)[7]
- Сара Ааронівна Кефелі (1893 — ?)
- Есфір Ааронівна Кефелі (1900 — ?)

Рідний брат — Йосип Мойсейович Кефелі (1846-1927), служив газаном у Сімферополі та Одесі.

## Нагороди
- Темно-бронзова медаль «За працю у першому загальному переписі населення» (1897)[4];
- золота медаль для носіння на грудях на Станіславській стрічці (1904)[2][4].